# Nemotelus aviceps
Nemotelus aviceps är en tvåvingeart som beskrevs av James 1974. Nemotelus aviceps ingår i släktet Nemotelus och familjen vapenflugor. Inga underarter finns listade i Catalogue of Life.